# الدوري البحريني الممتاز 1990–91
الدوري البحريني الممتاز 1990-1991 هي النسخة الخامسة والثلاثين من الدوري البحريني الممتاز.

## نظرة عامة
توج المحرق باللقب.